# Angelika Ahrens

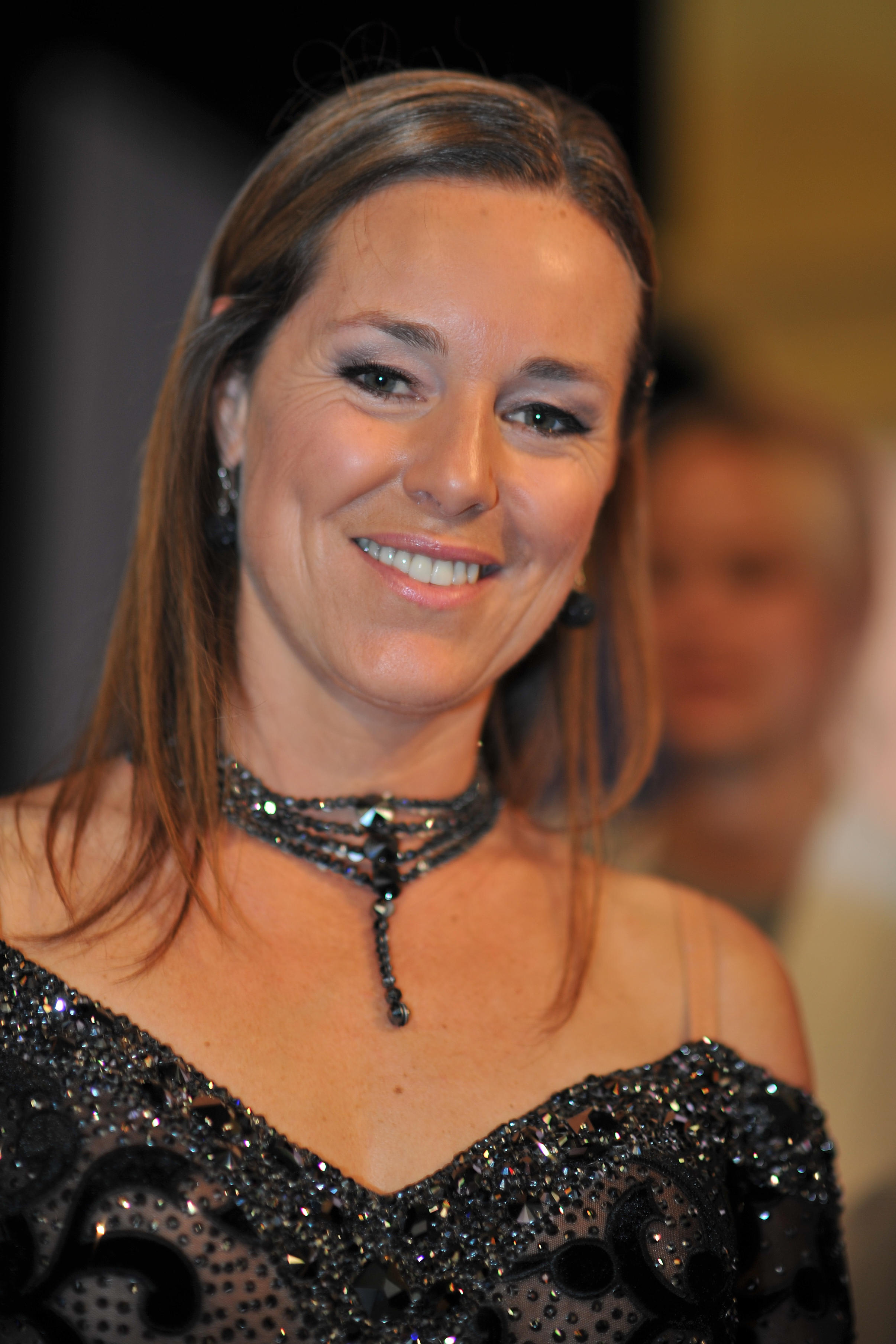
Angelika Ahrens (2013)

Angelika Ahrens, auch Angelika Christine Ahrens-Gutenbrunner, (* 24. März 1972 in Salzburg) ist eine österreichische Fernsehjournalistin. Von 2002 bis 2017 präsentierte sie das ORF-Wirtschaftsmagazin Eco. Aktuell arbeitet sie als Korrespondentin für TV und Printmedien in New York. Zudem hält sie Vorträge und Workshops zum Thema „Stress Relief“ und „Digital Detox“.

## Leben
Nach der Matura im Jahr 1991 in Laufen absolvierte sie eine Ausbildung zur Bankkauffrau in Bad Reichenhall. Parallel dazu war sie für das Privatradio Freilassing tätig. Anschließend war sie im Brokerbüro Hornblower Fischer NY tätig. Danach absolvierte sie ein Journalistik-Studium an der Donau-Universität Krems.
Seit 1994 ist sie für den ORF tätig, zunächst beim Aktuellen Dienst von Radio Niederösterreich. Ab 1997 präsentierte sie die Kinder-Nachrichtensendung Mini-ZiB, später wechselte sie in die Redaktion des Wirtschaftsmagazins Schilling. Ab Mai 1999 führte sie die Börsennachrichten in der ZiB 3 ein, später dann in der ZIB um 13 Uhr. Anschließend war sie in der Redaktion der Schilling-Nachfolgesendung Euro-Austria tätig.
Von Oktober 2002 bis Juni 2017 moderierte sie das Wirtschaftsmagazin Eco. Außerdem präsentierte sie die Börseninformationen in der ZIB 3 und in der Mittags-ZiB um 13 Uhr. Im Frühjahr 2013 tanzte sie gemeinsam mit Thomas Kraml in der achten Staffel von Dancing Stars, wo sie den vierten Platz belegten. 2015 heiratete sie den Chefkoch Kurt Gutenbrunner, der in der Stadt New York eine Restaurantgruppe betreibt. Seit 2017 steht sie regelmäßig für das Yoga-Magazin von ORF SPORT + vor der Kamera.
Seit 2012 unterrichtet die diplomierte Yogalehrerin ihren selbst kreierten Workshop „Belastbar & Fit“ und zeigt, wie Stressgeplagte mit Yoga, Qi Gong und Musiktherapie in wenigen Minuten entspannen können. Werkzeuge, die ihr selbst geholfen haben. Gemeinsam mit ihrem Ehemann und Chef Kurt Gutenbrunner gibt sie zudem Ernährungstipps.

## Publikationen
- 2000: Das große Vorsorge-Buch. Die besten Tips für Ihre Pension. Gemeinsam mit Werner Sedlacek. Ueberreuter-Verlag, Wien 2000, ISBN 3-7064-0564-4.
- 2001: Das große ORF-Börsenbuch. Einführung in die Börse. Ueberreuter-Verlag, Wien 2001, ISBN 3-7064-0713-2.
- 2006: Der Börse-Berater. Das 1x1 für Anleger. Linde-Verlag, Wien 2006, ISBN 3-7093-0107-6.
- 2009: Sicher anlegen. Was Sie wissen sollten, wenn Sie Geld investieren. Gemeinsam mit Peter Kolba und Wilhelm Rasinger. Linde-Verlag, Wien 2009, ISBN 978-3-7093-0277-4.
- 2018: Belastbar und fit – Kopf frei in wenigen Minuten: Raus aus der Stress-Falle, Ueberreuter-Verlag, Wien 2018, ISBN 978-3-8000-7699-4